# Jbilate
Jbilate (àrab الجبيلات) és una comuna rural de la província de Rehamna de la regió de Marràqueix-Safi. Segons el cens de 2014 tenia una població total de 11.234 persones.